# Isola Grande di Gurupá
L'Isola Grande di Gurupá (in portoghese: Ilha Grande do Gurupá) è la seconda isola per dimensioni tra le isole del delta del Rio delle Amazzoni. Si trova in Brasile, nello Stato del Pará.

## Geografia
L'isola si trova ad ovest dell'isola Marajó (la più grande del delta) e vicino alla confluenza del Rio delle Amazzoni con il fiume Xingu. Con una superficie di 4.864 km² l'Isola Grande di Gurupá si attesta al 120º posto tra le isole più grandi del mondo.